# De killer van Miami
De killer van Miami is een spionageroman van auteur Gérard de Villiers en het 69e deel uit de S.A.S.-reeks met als protagonist de Oostenrijkse prins en freelance CIA-agent Malko Linge.

## Het verhaal
Via een informantennetwerk komt de CIA een zeer onrustbarend feit aan de weet. Het betreft een plan van Cubaanse geheime dienst om de rebellen in El Salvador en Colombia te voorzien van wapens om aldaar een communistisch bewind te vestigen. De wapens worden gefinancierd met de handel in de drug cocaïne die door de rebellen wordt gekweekt en met tussenkomst van drugshandelaar Miguel Cuevas in de Verenigde Staten op de markt wordt gebracht. Cuevas, die woont in de Cubaanse immigrantengemeenschap in zuidelijk Florida regeert met ijzeren hand: iedereen die voor hem een potentiële bedreiging vormt wordt omgebracht.
De CIA stuurt Malko naar Miami om Cuevas op te sporen en hem uit te schakelen.

## Personages
- Malko Linge, een Oostenrijkse prins en CIA-agent;
- Miguel Cuevas, een drugsdealer woonachtig in Miami.